# Provincia de Oum el-Bouaghi
Oum el-Bouaghi (en árabe: ولاية أم البواقي) es un vilayato de Argelia. La capital es Oum El Bouaghi. Tuvo el nombre de Can Robert durante la ocupación francesa, Sidi R'Ghis algunos años más tarde y Oum El Bouaghi antes de la independencia. Entre otros lugares de este vilayato se encuentran las localidades de Ain Fakroun, Ain Babouche, Ain M'lila, Ain Beïda y Ain Zitoun.

## Localidades con población en abril de 2008
- Aïn Babouche 16,129
- Aïn Béïda 118,662
- Aïn Diss 2,767
- Aïn Fakroun 55,282
- Aïn Kercha 32,377
- Aïn M'lila 88,441
- Aïn Zitoun 5,948
- Behir Chergui 1,904
- Berriche 17,609
- Bir Chouhada 9,182
- Dhalaa 11,439
- El Amiria 10,416
- El Belala 2,477
- El Djazia 3,878
- El Fedjouz Boughrara Saoudi 4,169
- El Harmilia 8,036
- Fkirina 12,318
- Hanchir Toumghani 23,159
- Ksar Sbahi 11,833
- Meskiana 28,315
- Oued Nini 5,119
- Ouled Gacem 7,107
- Ouled Hamla 13,112
- Ouled Zouaï 4,998
- Oum El Bouaghi 80,359
- Rahia 2,711
- Sigus 17,598
- Souk Naamane 23,988
- Zorg 2,281

## División administrativa
La provincia está dividida en 12 dairas (distritos), que a su vez se dividen en 29 comunas (ciudades).